# Tetracanthella afurcata
Tetracanthella afurcata är en urinsektsart som beskrevs av Eduard Handschin 1919. Tetracanthella afurcata ingår i släktet Tetracanthella och familjen Isotomidae. Inga underarter finns listade i Catalogue of Life.